# خوان فيغيروا (لاعب كرة قدم)
خوان فيغيروا (بالإسبانية: Juan Figueroa)‏ هو لاعب كرة قدم أرجنتيني في مركز حراسة المرمى، ولد في 14 يوليو 1992 في Martín Coronado, Buenos Aires ‏ في الأرجنتين. لعب مع Defensores Unidos ‏.

## وصلات خارجية
- خوان فيغيروا على موقع قاعدة بيانات كرة القدم.إي يو (الإنجليزية)
- خوان فيغيروا على موقع Soccerway.com (الإنجليزية)